# Левковка (Винницкая область)
Левковка (укр. Левківка) — село на Украине, находится в Погребищенском районе Винницкой области.
Код КОАТУУ — 0523482501. Население по переписи 2001 года составляет 349 человек. Почтовый индекс — 22236. Телефонный код — 4346.
Занимает площадь 0,146 км².

## История
В XIX веке село Левковка было в составе Спичинецкой волости Бердичевского уезда Киевской губернии. В селе была Николаевская церковь.

## Адрес местного совета
22243, Винницкая область, Погребищенский р-н, с. Левковка, ул. Садовая, 10